# Crotalaria ericoides
Crotalaria ericoides är en ärtväxtart som beskrevs av Antonio Rocha da Torre. Crotalaria ericoides ingår i släktet sunnhampor, och familjen ärtväxter. Inga underarter finns listade i Catalogue of Life.